# Marie Rôze
Marie Rôze (née Marie Hippolyte Ponsin à Paris le 2 mars 1846 et morte à Neuilly-sur-Seine le 21 juin 1926) est une soprano d'opéra française.

## Biographie

### Formation
À l'âge de douze ans, Marie Rôze est envoyée en Angleterre pour son éducation, pendant deux ans. Elle rentre à Paris pour étudier avec Mocker et Auber au Conservatoire de Paris, où elle reçoit le Premier Prix en chant et en comédie en 1865.

### Début de carrière

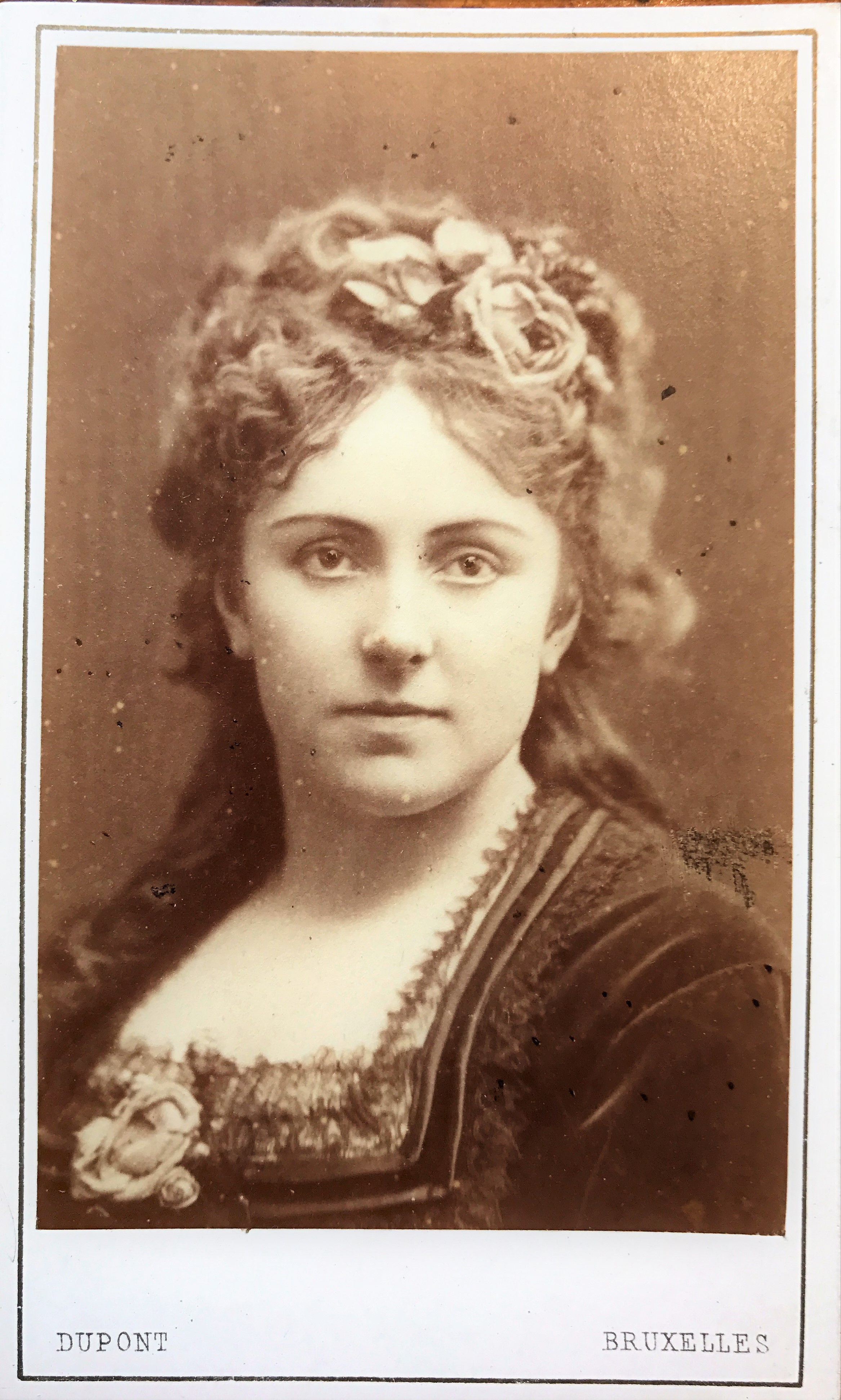
Carte de visite photographique de l'Opéra français de la Chanteuse Marie Rôze (seconde moitié du XIXe siècle).

La même année, âgée de seize ans, elle fait ses débuts à l'Opéra-Comique. Son succès la conduit à des engagements auprès de l'Opéra de Paris. Bizet écrit Carmen avec la voix de Marie Rôze à l'esprit, mais elle refuse de créer le rôle titre parce qu'elle le sentait trop « scabreux ». Au début de 1875, elle chante dans Elijah de Mendelssohn avec George Bentham, Antoinette Sterling et Myron W. Whitney au Royal Albert Hall.

### Carrière
À partir de 1876, Marie Rôze mène une carriere internationale. Elle travaille avec la Compagnie d'opéra Carl Rosa au cours de leur tournée au Royaume-Uni et en Écosse, sur une période de dix ans. Elle triomphe dans plus d'une douzaine de rôles allant de Carmen et Manon à Marguerite.
En 1877, elle est engagée par la Compagnie d'opéra Max Strakosch et fait ses débuts américains le 8 janvier 1878, à Philadelphie dans le rôle de Leonora, de La favorita de Donizetti.
Plus tard, elle parcourt les États-Unis avec la Compagnie d'opéra Carl Rosa entre 1883 et 1889 et se fait notamment remarquer pour son interprétation du rôle-titre de Carmen. En 1890, elle crée une école de musique et enseigne le chant à Paris. Elle effectue sa tournée d'adieux en 1894.

### Vie de famille
Marie Rôze épouse Jule E. Perkins, un chanteur d'opéra américain basse . Son deuxième mari, un Anglais, est l'un des fils de James Henry Mapleson (connu sous le nom de James, 1830–1901), un célèbre impresario. Henry était, comme son père, Lieutenant-Colonel (mort en 1927)
Le fils de Marie Rôze, Raymond Roze (1875–1920), est un temps directeur de Covent Garden et compositeur mineur. Son opéra Jeanne d'Arc est monté à la Royal Opera House, de Londres, en 1913 et à l'Opéra de Paris (Palais Garnier), en 1917.

## Distinctions et honneurs
Marie Rôze a reçu plusieurs médailles pour ses actions lors de l'invasion allemande en France. À son décès en 1926, le gouvernement français a commandé un buste de Marie Rôze dans son rôle de Galatea, érigé sur sa tombe au Cimetière du Père Lachaise, et fait l'acquisition de deux de ses portraits, par Alexis Pérignon et Paul Emmanuel de Pommayrac. L'un est accroché dans la rotonde de la Bibliothèque de l'Opéra Garnier et l'autre figure dans les collections de   la Philharmonie de Paris.

## Sources
- (en)  W. J. Baltzell, "Roze, Marie" dans Baltzell's Dictionary of Musicians, première publication, 1910, éd. facsimile, Read Books, 2007.  (ISBN 1-4067-5382-3)
- (en) The New York Times, "Mme. Marie Roze: Arrival of the New Prima Donna of the Strakosch Company", 31 décembre 1877.
- (en) The New York Times, "Marie Roze as Carmen: An Immense Audience in the Boston Globe Theatre", 11 novembre 1880.
- (en) Bravo, "Finding the Real Carmen", Fall 2016
- (fr) Maria Adle, Tous mes jours sont des adieux, ed.J.C.Lattes, 1998